# Lápiz final
Se denomina lápiz final al dibujo esquemático final de una página de cómic. Es el siguiente paso tras el de los borradores. Anteriormente, el dibujante realizaba complejos esquemas pictóricos llenos de detalles burdos o, con figuras poco definidas, esto son los borradores. Cuando el dibujante termina de decidirse por cómo quiere dibujar la página coge el borrador correspondiente y lo convierte en lápiz final. 
Mientras que los borradores solo necesitan ser comprensibles por sus propios autores y pueden estar cargados de anotaciones, flechas y demás señales, los lápices finales son comprensibles para todos y rezuman detalles. Toda la información visual debe estar ahí, sin anotaciones, ni flechas, ni signos. Sólo el dibujo a grafito. Cualquiera que vea un lápiz final debe saber lo que está viendo, incluso sin necesidad de los globos de conversación.
El lápiz final es lo que se entrega al entintador para que proceda al entintado.
- Datos: Q17098559